# 日野江城
日野江城（ひのえじょう）は、長崎県南島原市北有馬町戊谷川名（肥前国高来郡有間庄）にあった日本の城。日之江城、日ノ江城、火ノ江城、日ノ枝城とも記される。国の史跡。

## 概要
南島原市のほぼ中央、有馬川河口付近の小高い丘にある。南には有馬川が流れ、東には大手川が流れている。縄張りは北西に三の丸、東に二の丸を配し中央の丘頂部に本丸が置かれた連郭式平山城である。
1995年（平成7年）より2000年（平成12年）までの間に4次にわたる発掘調査が行われた。この際に、他には安土城にしか見られない直線階段や、海外の技術を取り入れた石組み、金箔を施した瓦などが出土した。先進性や豊臣政権と密接な関係を持っていたことを窺い知ることができる。
2015年（平成27年）頃、調査によって発見された階段遺構は埋設保存され、現在は確認できない。本ページに掲載されている画像は2015年当時に撮影したものである。現在も遺構としては現在、石垣・空堀が確認できる。

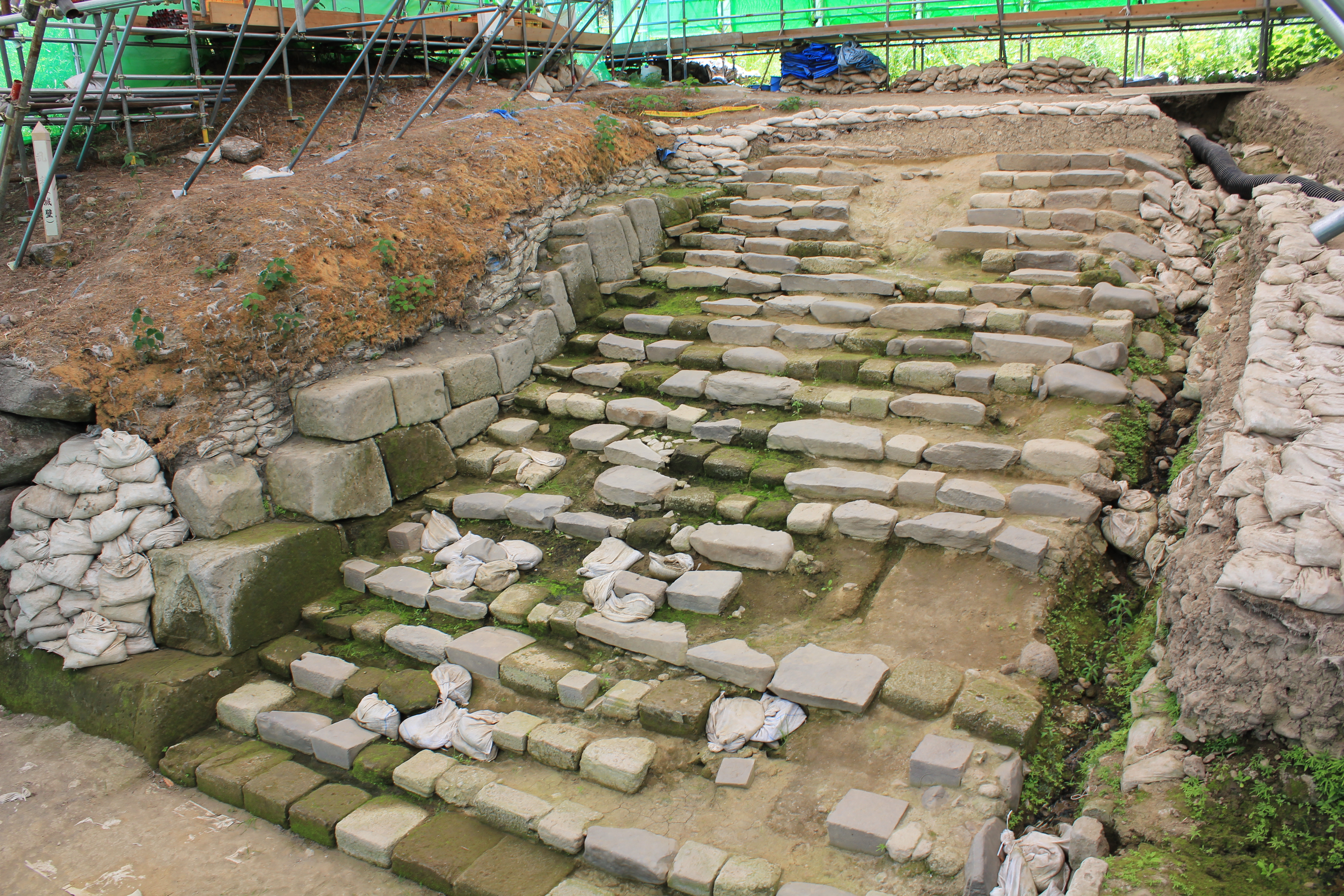
日野江城大手階段（長崎県南島原市）

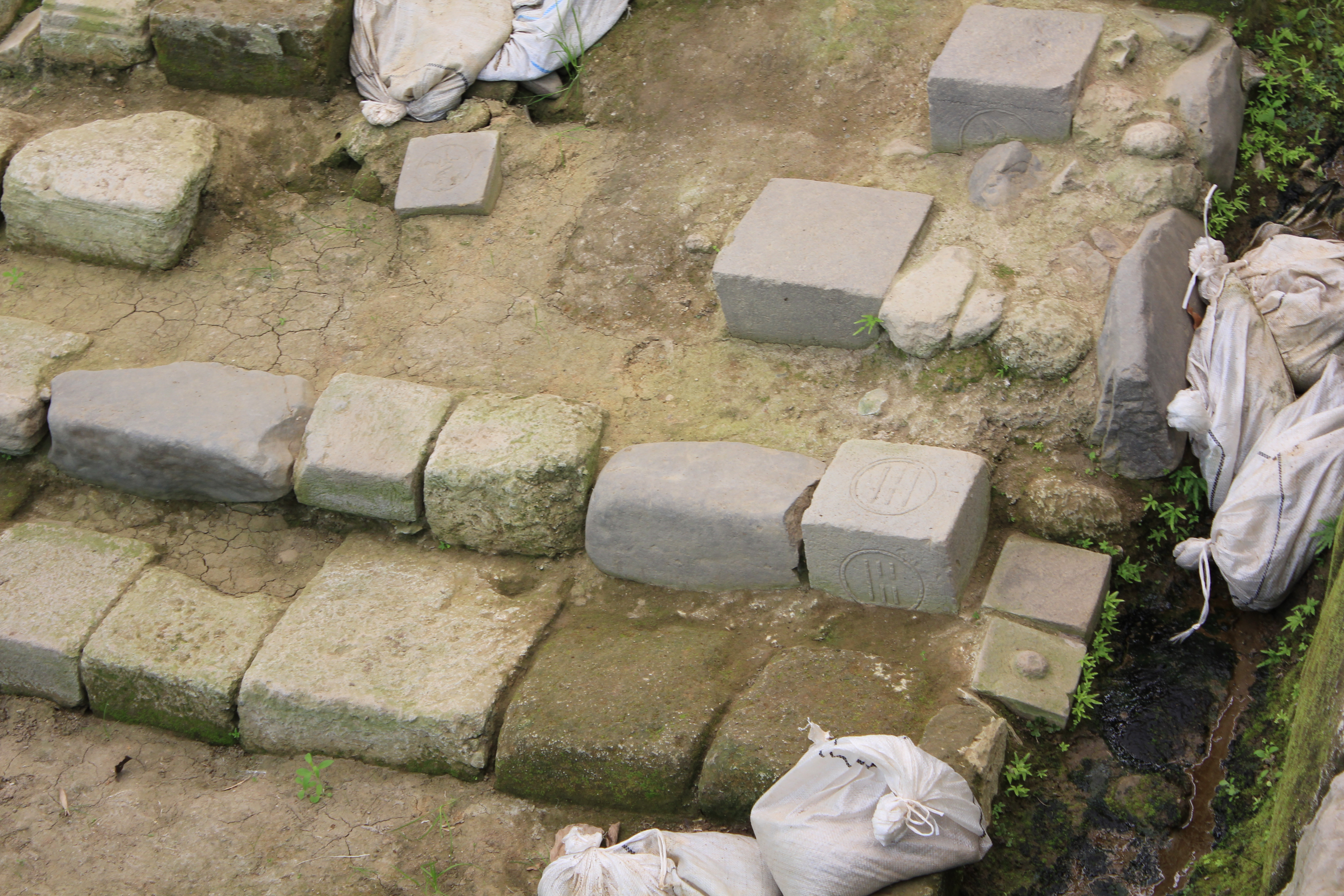
日野江城墓石転用階段（長崎県南島原市）

## 沿革
鎌倉時代前期の建保年間（1213年 – 1219年）に高来郡を領する藤原経澄が築城した。
経澄は藤原北家で藤原純友の子孫（もしくは平氏）で築城時に姓を有間と称し、後に有馬と改称した。
有馬氏は当初島原半島南部の一勢力に過ぎなかった。貴純の時代になると半島内の諸勢力を制圧し戦国大名へと成長していった。貴純は日野江城の支城として原城を築城している。晴純の時代に有馬氏の版図は最大となり21万石を領するまでに成長した。しかし、後ろ盾となっていた大内氏が滅亡すると龍造寺氏の圧迫を受けるようになった。13代目当主の晴信はキリシタン大名となり城下にセミナリヨを建設し、逆に寺社を破壊し城の築材とした。前述の発掘調査で出土した遺構は晴信の時代のものである。
江戸時代初期には晴信は4万石を領し、日野江城は島原藩の藩庁となった。しかし、慶長17年（1612年）晴信は岡本大八事件に連座した罪により甲斐国で切腹となった。嫡男直純が後嗣となったが慶長19年（1614年）に日向国延岡城に移封となり、有馬氏は約400年間にわたる在城に別れを告げた。
有馬氏が去り元和2年（1616年）に松倉重政が入城するまでの間は天領となった。この間は鍋島氏、大村氏、松浦氏の肥前の諸大名が分担して城を警固した。しかし、松倉氏は入封後、日野江城に不便を感じ新たに島原城を建設し、日野江城を廃城とし歴史の幕を閉じた。
1982年（昭和57年）7月3日、国の史跡に指定された。1995年（平成7年）より2000年（平成12年）まで発掘調査が行われた。2006年（平成18年）初頭には、過疎による城地の農地利用の放棄や、来訪者の減少により、荒廃し約3割近くの箇所で修復が必要であることが明らかになったため、合併前の北有馬町が修復を兼ね、桜の名所にしようと城地を公園化整備したが、工事を行った際に損壊したものと指摘を受け工事を中止。
世界遺産候補長崎の教会群とキリスト教関連遺産の構成資産の一つに選ばれ、2015年（平成27年）にユネスコ諮問機関の国際記念物遺跡会議の現地調査を経た結果、2016年（平成28年）に「禁教期に焦点を絞るべき」との指摘をうけ推薦を一旦取り下げ、対応を協議し再推薦は決まったが禁教期との関連性が薄いとの判断により、構成資産から除外された。
ちなみに城跡には八天狗が祀られ、島原の乱のあと入植した人々により、城跡は果樹園や畑として整備されていた。

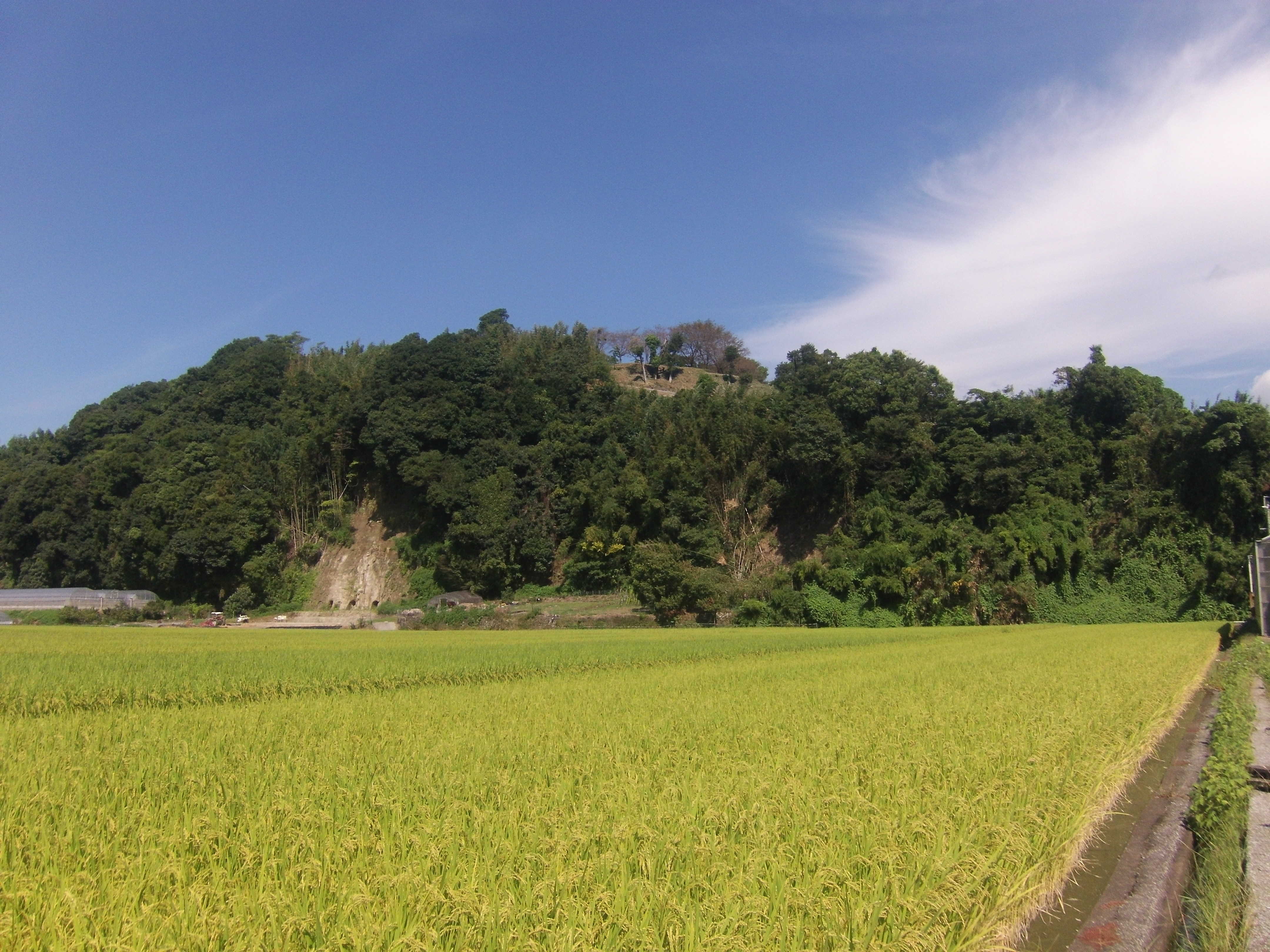
自然の山を活かした様子が分かる外観全景
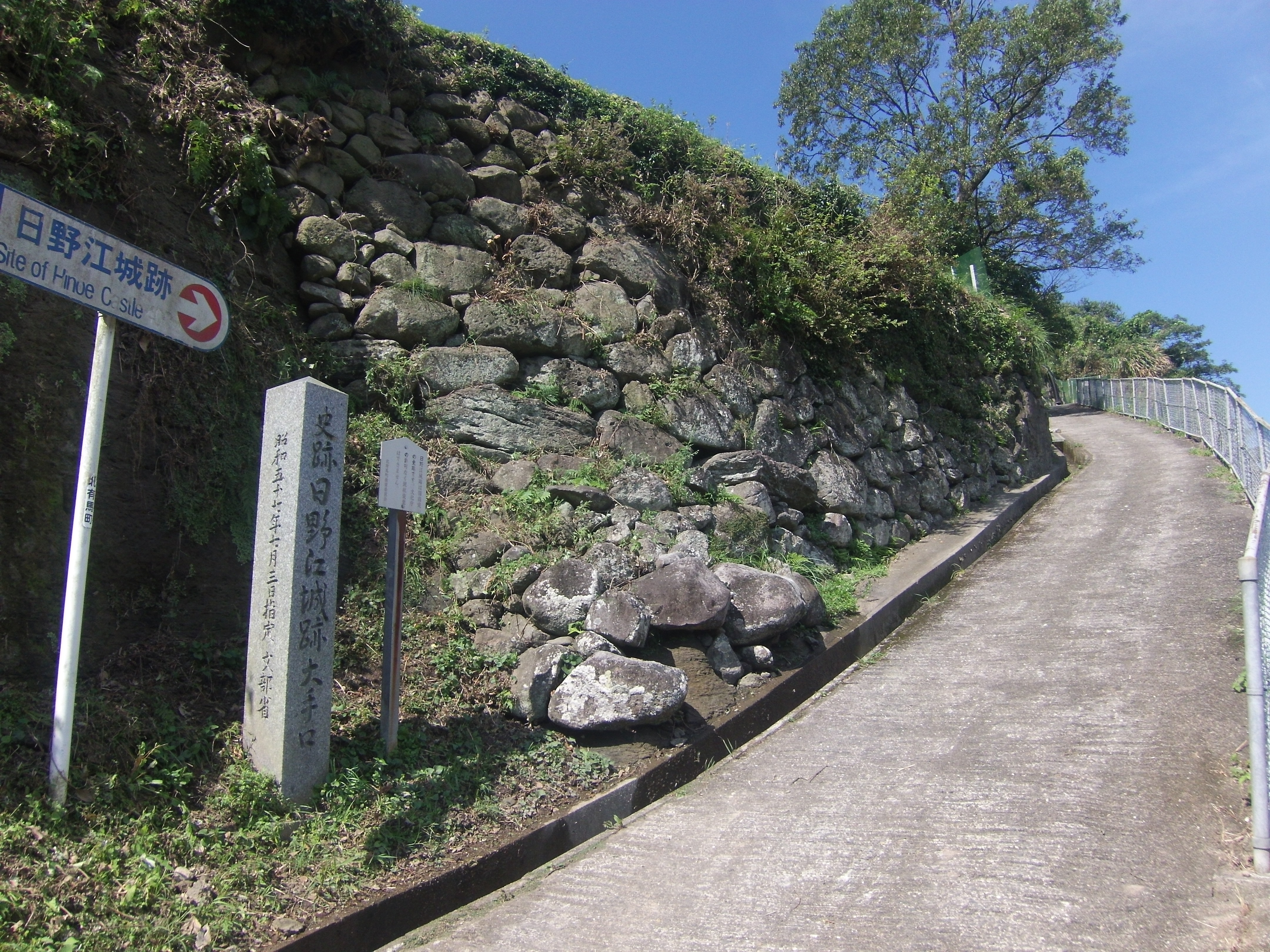
大手口
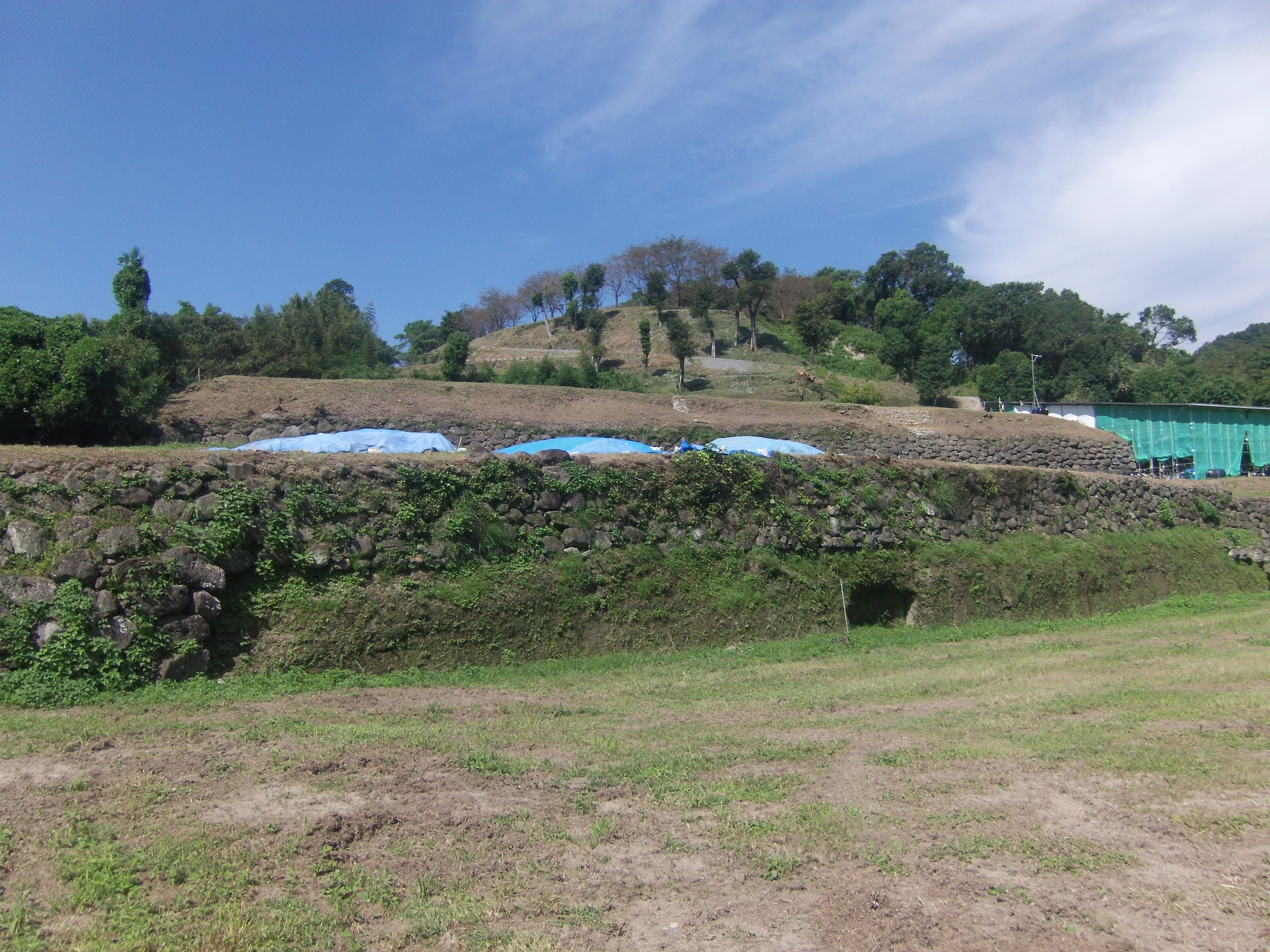
自然岩盤上に石積みの石垣を巡らしている
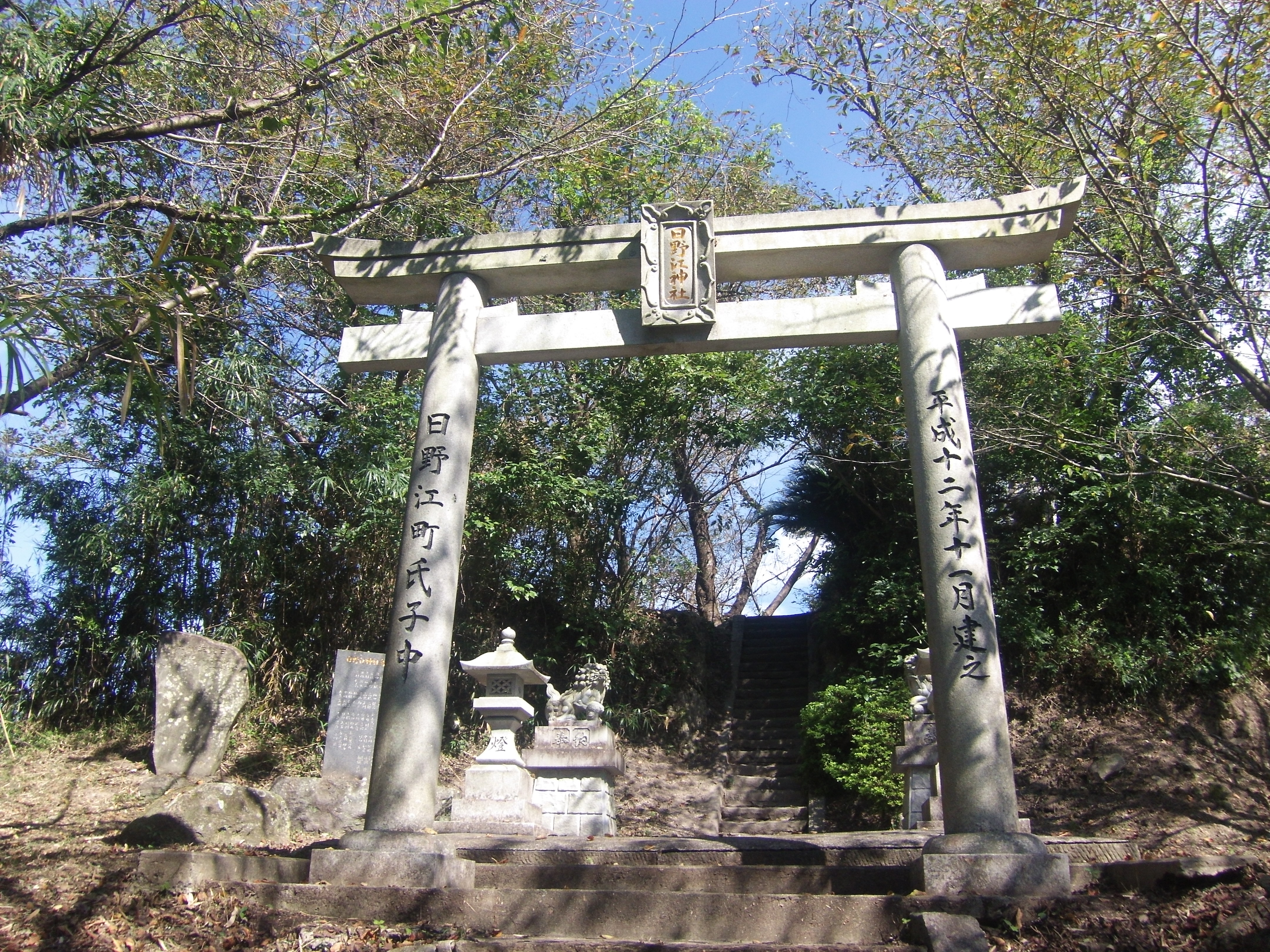
山頂（天守台）の日野江神社

## 日野江城が舞台の作品
- 遠藤周作『有馬、日之枝城』　新潮社　旅1970年3月号　遠藤周作全集13巻
- 桑原水菜『まだれいなの十字架 西原無量のレリック・ファイル』KADOKAWA 2013年（文庫版タイトル『遺跡発掘師は笑わない まだれいなの十字架』）

## アクセス
島鉄バスの「島原～（深江-有家-原城-口之津）～加津佐海水浴場前」路線に日野江城入口停留所があり、ここから徒歩約15分ほどで城跡に着くが、北有馬経由便の場合は日野江城入口停留所を通過しない。北有馬経由便の場合は橋口停留所で下車、徒歩約5分。

## 関連書籍
ベルナルディーノ・デ・アビラ・ヒロン『日本王国記』